# Eben Dugbatey
Ebenezer Dorkutso Dugbatey (né le 31 juillet 1973 à Accra) est un footballeur ghanéen qui jouait au poste de défenseur. 
International ghanéen (8 sélections), il dispute la phase finale de la Coupes d'Afrique des nations en 2000.

## Clubs
- 1988-1992 : Hearts of Oak
- 1992-1993 : KSK Renaix
- 1994-1995 : Samsunspor
- 1995-1996 : FC Solothurn
- 1996-1997 : Casa Pia Calcio
- 1997-2000 : FC Lorient
- 2000-2001 : RAA Louviéroise
- 2001-2002 : FC Lorient
- 2002-2003 : Cambridge United FC